# Vladimir González
Vladimir González Martínez (16 oktober 1978) is een Colombiaans voormalig professioneel wielrenner. Hij werd in 2001 derde op het Colombiaanse kampioenschap tijdrijden.

## Belangrijkste overwinningen
2005
- 6e etappe Ronde van Colombia